# Cláudio Andrade
Cláudio Andrade (ur. 4 stycznia 1984 w Aracaju) – brazylijski aktor i model.

## Życiorys
Urodził się w Aracaju, w stanie Sergipe. W 2003 mając 19 lat był przesłuchiwany w do roli w operze mydlanej Rede Globo Malhação. Po tym przesłuchaniu reżyser Wolf Maya zaangażował go do roli Maxa w telenoweli Pani Przeznaczenia (Senhora do Destino, 2004). 
W lutym 2008 wziął udział w sesji zdjęciowej dla magazynu dla gejów „G”.
Grał w przedstawieniach takich jak Escola de Mulheres (2011–2012) jako Horácio, De Artista e Louco Todo Mundo Tem Um Pouco (2015) w roli Beto, Alair (2017–2018) i 5 homens e um segredo (2017–2019).
18 stycznia 2018 poślubił Daniellę Araujo.

## Filmografia
- 2004: Pani Przeznaczenia (Senhora do Destino) jako Max
- 2006: Węże i jaszczurki (Cobras e Lagartos) jako Getulio
- 2006: Stopa w Jacy (Pé na Jaca) jako Van Disel
- 2006: Ranczo Żółtego Dzięcioła (Sítio do Picapau Amarelo) jako Prawdziwy Kruk
- 2007: Wieczna magia (Eterna Magia) jako William
- 2007: Tropical Paradise (Paraíso Tropical) jako Chłopak z programu
- 2008: Róża z Guadalupe (La rosa de Guadalupe) jako Empleado
- 2008: Dawać i brać (Toma Lá, Dá Cá) jako Litrowa Butelka (Alaor)
- 2008: Uwodzicielski porady (Dicas de Um Sedutor) jako Júnior
- 2008: Mutanty: Ścieżki serca (Os Mutantes - Caminhos do Coração) jako Heraldo
- 2008: Prehistoria (Faça Sua História) jako Julinho
- 2009: Twarze i usta (Caras e Bocas) jako Eros
- 2010: W kształcie ustawy (Na Forma da Lei)
- 2011: Wizja przyszłości (Visão do Futuro) jako Eduardo
- 2011: Gra (Vidas em Jogo) jako Policjant, który zatrzymał Clébera
- 2011: Ivete, Gil i Caetano (Ivete Gil Caetano) jako muzyk grający na keyboardzie
- 2011: Zorra Total jako Herkules
- 2012: Ranne serca (Corações Feridos) jako Luciano